# Замотина, Ирина Борисовна
Ирина Борисовна Замотина (11 апреля 1939 – 24 июня 2020, Санкт-Петербург) — советская и российская актриса

.

## Биография
Родилась 11 апреля 1939 года в г. Куйбышевка-Восточная Амурской области.
Окончила ЛГИТМиК (1963, мастерская Л. Ф. Макарьева).
С 1963 года работала в театре им. Ленсовета.
Играла в спектаклях: «Пигмалион» (Клара), «Мой бедный Марат» (Лика), «Солдат и змея» (Людовина), «Дом Бернарды Альбы» (Амелия), «Сплошные неприятности» (Розабелл), «Человек и джентльмен» (Нинетта, Виола), «Малыш и Карлсон» (Бетан), «Укрощение строптивой» (Бьянка), «Последний парад» (Настя), «Миссис Пайпер ведет следствие» (Вики), «Человек со стороны» (Татьяна), «Люди и страсти» (Тамара), «Двери хлопают» (Мать), «Свободная тема» (Ангелина), «Интервью в Буэнос-Айресе» (Клара Фастос), «Пятый десяток» (Юрьева), «Спешите делать добро» (Тетя Соня), «Земля обетованная» (Эмма Шарп), «Я — женщина» (Нина Васильевна), «Собачье сердце» (Дарья Петровна), «Гусар из КГБ» (Алла Сергеевна), «Фро» (Жена машиниста) «Если проживу лето» (Волович), и других.
Снималась в фильмах «На войне как на войне» (1968), «Торможение в небесах», «Последнее путешествие Синдбада», а также в сериалах «Тайны следствия» и «Улицы разбитых фонарей».
Умерла 24 июня 2020 года.